# Inch High, Private Eye
Grande Polegar: Detetive Particular (Inch High, Private Eye, no original em inglês) é uma série de desenho animado norte-americano produzida pela Hanna-Barbera Productions, e foi exibido na NBC de 8 de setembro a 1 de dezembro de 1973 e teve uma temporada com 13 episódios.

## História
O Grande Polegar é um detetive miniatura, com uma polegada (1 inch, (em inglês)). Polegar é auxiliado pela bela Laurie, seu fiel e musculoso amigo Gator e o cachorro São Bernardo, Coração Valente (Braveheart) a resolver mistérios. 
Eles trabalham para a Agência de Detetives Finkerton.

## Personagens
- Polegar: Como bem sugere o seu nome no original inglês INCH HIGH, é um detetive de uma polegada de altura. Sua evidente vantagem é a de se inflitrar entre os criminosos sem ser notado. Porém, é atrapalhado e confuso, e quase nunca consegue fazer uma dedução correta sobre os crimes que investiga.
- Laurie: Sobrinha de Polegar, é uma mulher bonita e inteligente. Quase sempre é ela quem deduz o rumo certo a ser tomado nas investigações para desvendar os casos em que o tio está trabalhando.
- Gator: Parceiro de Polegar, alto e forte, especialista em disfarces. Em geral é ele quem salva o detetive das inúmeras enrascadas em que se mete. É ele também quem dirige o carro da equipe, que tem um curioso formato, semelhante a um sapato e é totalmente silencioso.
- Coração Valente: O Cão da raça São-bernardo que acompanha a equipe. Não faz jus ao nome, pois é tímido e medroso.
- E. J. Finkerton: O Dono da agência de detetives para a qual Polegar e sua equipe trabalham. É o personagem mais rabugento da série, embora não sem motivo, pois as constantes trapalhadas de Polegar acabam sempre por tirá-lo do sério.

## Episódios[2]
nomes originais (em inglês)
1. Diamonds Are A Crook's Best Friend
2. You Oughta Be In Pictures
3. The Smugglers
4. Counterfeit Story
5. The Mummy's Curse
6. The Doll Maker
7. Music Maestro
8. Dude City
9. High Fashion
10. The Cat Burglars
11. The World's Greatest Animals
12. Super Flea
13. The Return Of Spumoni

## Dubladores

### Nos Estados Unidos
- Inch High: Lennie Weinrib
- Laurie: Kathy Gori
- Gator: Bob Lutell
- Mr. Finkerton: John Stephenson
- Mrs. Finkerton: Jean Vander Pyl
- Braveheart: Don Messick

### No Brasil
- Grande Polegar: Jorgeh Ramos
- Laurie: Ruth Schelske
- Gator: ???
- Sr. Finkerton: Miguel Rosenberg
- Sra. Finkerton: Selma Lopes
- Coração Valente: Don Messick (mantidos no original)
- exibição de emissora no Brasil: Rede Manchete nos anos 80, CNT Gazeta nos anos 90 e no SBT atualmente no ano 2000